# Klipy
Klipy (biał. Кліпы; ros. Клипы) – chutor na Białorusi, w obwodzie witebskim, w rejonie brasławskim, w sielsowiecie Widze.

## Historia
W czasach zaborów w granicach Imperium Rosyjskiego.
W latach 1921–1945 ówczesna wieś leżała w Polsce, w województwie nowogródzkim (od 1926 w województwie wileńskim), w powiecie brasławskim, w gminie Widze.
Według Powszechnego Spisu Ludności z 1921 roku zamieszkiwało tu 37 osób, wszystkie były wyznania rzymskokatolickiego i zadeklarowały polską przynależność narodową. Było tu 8 budynków mieszkalnych. W 1931 w 15 domach zamieszkiwało 59 osób.
Wierni Kościoła katolickiego należeli do parafii w Widzach. Podlegała pod Sąd Grodzki w m. Turmont i Okręgowy w Wilnie; właściwy urząd pocztowy mieścił się w Widzach.